# Aeroportul Erave
Aeroportul Erave (IATA: ERE) este un aeroport din Southern Highlands Province⁠(d), Papua Noua Guinee.
aeroportul dispune de o singură pistă.